# 月音
月音（つきのん、7月18日 - ）は、日本のイラストレーターおよび原画家。フリーで活動。神奈川県横浜市在住。血液型はO型。
同人サークル「月音文庫」を主宰し、イラストレーターのみずきほたるとの合同サークルとして活動する事が多い。2008年にみずきほたる、Blasterheadらとゲームブランド「ひよこソフト」の設立を発表した。

## 人物
可愛いものとお尻が好き。イモムシが苦手。趣味はショッピングや美術、漫画、インターネット、ペット。

## 作品リスト
- モエかす - 雑務
- H2O -FOOTPRINTS IN THE SAND- - 原画
- √after and another - 原画
- サクラノ詩 - 原画
- 月染の枷鎖 -the end of scarlet luna- - 原画
- 萌え萌え大戦争☆げんだいばーん
- 猫撫ディストーション - 原画
  - 猫撫ディストーション Exodus - 原画
- サクラの空と、君のコト -Sweet Petals For My Dear- - 原画
- おしえて☆エッチなレシピ -アナタとワタシのあま〜いせいかつ!- - 原画
- いんぴゅり〜ヒトとアナタとアヤカシと〜 - 原画
- 運命が君の親を選ぶ　君の友人は君が選ぶ - 原画
- あいこみゅ!! -IDOL Communication- - 原画